# 17. Flieger-Division
La 17. Flieger-Division (17e division aérienne) a été l'une des principales divisions de la Luftwaffe allemande durant la Seconde Guerre mondiale.

## Création et différentes dénominations
Cette division a été formée le 1er février 1945 à Zagreb, à partir de l'état-major du  Fliegerführer Nordbalkan.

## Commandement

Drapeau du commandant d'une division aérienne

| Début            | Fin        | Grade        | Nom               |
| ---------------- | ---------- | ------------ | ----------------- |
| 1er février 1945 | 8 mai 1945 | Generalmajor | Walter Hagen (en) |

## Chef d'état-major
| Début            | Fin        | Grade          | Nom       |
| ---------------- | ---------- | -------------- | --------- |
| 1er février 1945 | 8 mai 1945 | Oberstleutnant | Paul Lube |

## Quartier général
Le quartier général se déplace suivant l'avancement du front.
| Début            | Fin        | Ville |
| ---------------- | ---------- | ----- |
| 1er février 1945 | 8 mai 1945 | Agram |

## Rattachement
| 1er février 1945 - 21 avril 1945 |  | Luftflotte 4         |
| 21 avril 1945 - 8 mai 1945       |  | Luftwaffenkommando 4 |

## Unités subordonnées
- Flugbereitschaft/17. Flieger-Division (formé de la Flugber./Fl.Fü.Nordbalkan) : Février 1945 - Mai 1945
- Verbindungsstaffel/17. Flieger-Division (formé de la Verb.Staffel 58) : Février 1945 - Mai 1945
- Luftnachrichten-Abteilung 67